# Mirscy herbu własnego

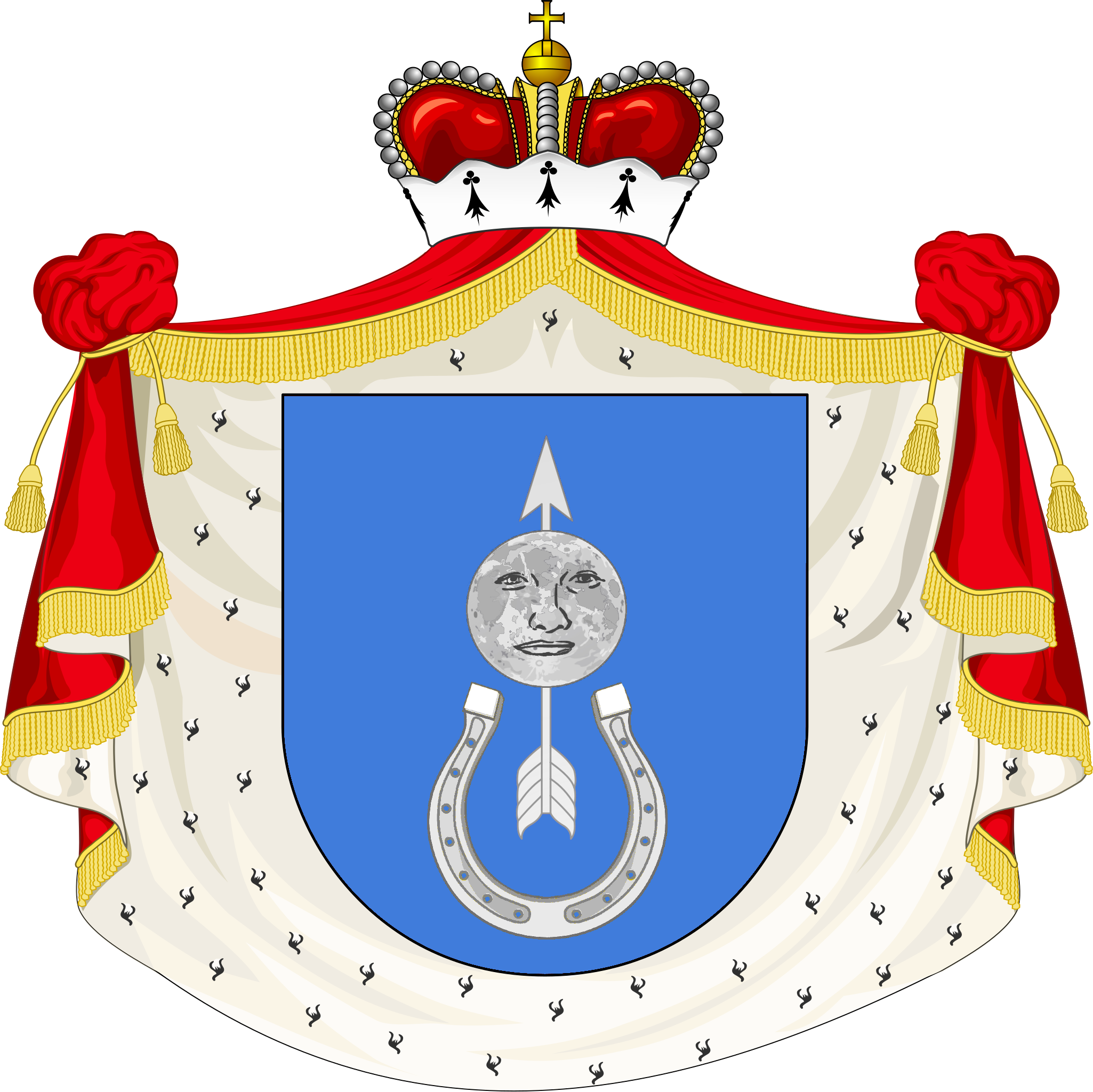
Herb książęcy Mirski (Białynia odmienna)

Mirscy herbu własnego – polski ród szlachecki, pochodzenia litewskiego, pieczętujący się dwoma odmianami herbu Białynia, którego jedna z linii uzyskała tytuł książęcy i którego pochodzenie nie zostało dotychczas gruntownie zbadane. 

## Etymologia nazwiska
Najprawdopodobniej nazwisko Mirski jest nazwiskiem odmiejscowym i pochodzi od miejscowości Miory (obecnie na terytorium Białorusi). Zamek w Mirze był własnością zrusyfikowanej gałęzi rodu od 1895 do II wojny światowej.

## Historia
Według Józefa Wolffa w dokumentach źródłowych pojawili się Mirscy po raz pierwszy dopiero w drugiej połowie XVI w., w osobie Hrihorego Mirskiego (zm. ok. 1620 r.), najpierw podkomorzego brasławskiego, a następnie sędziego ziemskiego brasławskiego, przy czym ani on, ani jego potomkowie, o których częste wzmianki w Metryce Litewskiej, przez cały XVII w. nie występowali ani razu z tytułem kniaziów lub przydomkiem Światopełk, którego zaczęli używać dopiero w późniejszych czasach.
Informacja o kniaziowskim pochodzeniu tego rodu po raz pierwszy pojawiła się w wydanym na początku XVIII w. rodowodzie Ogińskich, za którym powtórzona została w herbarzach Niesieckiego, Jabłonowskiego i innych. Sami zainteresowani utrzymywali, iż mają wspólne pochodzenie z książętami Czetwertyńskimi, faktycznie posługującymi się przydomkiem Światopełk. 
Na zasadzie mylnej tradycji pochodzenia kniaziowskiego jedna z linii rodu, mocno zrusyfikowana od poł. XIX w., uzyskała w 1821 r. „bez przedstawienia dowodów” formalne zatwierdzenie przez deputację Senatu Królestwa Polskiego tytułu książęcego, potwierdzonego następnie w Rosji, w 1861 r. Wywodzący się z tej linii Mikołaj Światopełk-Mirski herbu Białynia nabył w 1895 zamek w Mirze od potomków księcia Dominika Radziwiłła i jego córki Stefanii, zamężnej za księciem zu Sayn-Wittgenstein-Berleburg.

## Znani członkowie rodu
- Grzegorz Mirski (zm. 1661) – pułkownik, pierwszy strażnik wielki litewski, kalwin, dzielny wojownik przeciwko Tatarom i w 1648 roku Kozakom[2]
- Cyprian Mirski – miecznik i surrogator brasławski[3]
- Tomasz Mirski (ur. 1738) – syn Cypriana, marszałek brasławski konfederacji barskiej[3]
- Dmitrij Swiatopołk-Mirski (1825–1899) – kniaź z 1861, generał armii Imperium Rosyjskiego
- Dmitrij Swiatopołk-Mirski (1890–1939) – rosyjski krytyk literacki, poeta, pisarz, literaturoznawca
- Piotr Swiatopołk-Mirski (1857–1914) – rosyjski polityk, kniaź z 1861, minister spraw wewnętrznych Imperium Rosyjskiego w latach 1904-1905
- Kazimierz Światopełk-Mirski (zm. 1941) – Poseł na Sejm Rzeczypospolitej, zamordowany w hitlerowskim obozie koncentracyjnym Auschwitz-Birkenau
- Michał Światopełk-Mirski (1926–1944) – kapral, podchorąży, uczestnik powstania warszawskiego, ps. "Orlicz"
- Krzysztof Światopełk-Mirski (1925–1944) – uczestnik powstania warszawskiego, ps. "Białynia"